# Genevieve Longman
Genevieve Longman, född 2 oktober 1995, är en australisk vattenpolomålvakt. Hon ingick i Australiens damlandslag i vattenpolo vid olympiska sommarspelen 2024.
Longman spelade sin första landskamp år 2019 och hon ingick i det australiska landslag som slutade sexa vid världsmästerskapen i simsport 2022 i Budapest. I Paris blev det OS-silver i damernas turnering i vattenpolo vid olympiska sommarspelen 2024.